# Peter Matovič
Peter Matovič (* 7. listopadu 1960) je bývalý slovenský fotbalista.

## Fotbalová kariéra
V československé lize hrál za Slovan Bratislava. Nastoupil v 60 ligových utkáních a dal 1 gól. Ve druhé nejvyšší soutěži hrál za Duklu Banská Bystrica, Slovan Bratislava a Lokomotívu Košice.

## Ligová bilance
| Ročník                                   | Zápasy | Góly | Klub              |
| ---------------------------------------- | ------ | ---- | ----------------- |
| 1. československá fotbalová liga 1978/79 | 1      | 0    | Slovan Bratislava |
| 1. československá fotbalová liga 1979/80 | 7      | 0    | Slovan Bratislava |
| 1. československá fotbalová liga 1980/81 | 25     | 1    | Slovan Bratislava |
| 1. československá fotbalová liga 1981/82 | 18     | 0    | Slovan Bratislava |
| 1. československá fotbalová liga 1984/85 | 9      | 0    | Slovan Bratislava |
| CELKEM                                   | 60     | 1    |                   |